# Sylvie Guillemová
Sylvie Guillemová (* 23. února 1965 Paříž) je bývalá francouzská baletka. Vynikala nezvyklou výškou 167 cm a mimořádným pohybovým rozsahem, dokázala na špičkové úrovni zvládnout klasický balet i moderní scénický tanec.
V dětství se věnovala závodně gymnastice a tančit začala ve dvanácti letech pod vedením Claude Bessyho. Od roku 1981 byla členkou Ballet de l'Opéra national de Paris, v roce 1983 vyhrála baletní bienále ve Varně a v roce 1984 se stala nejmladší étoile (primabalerínou) v historii divadla. V roce 1989 se rozhodla kvůli nespokojenosti s repertoárem pařížskou operu opustit a nastoupila do londýnského The Royal Ballet, což vyvolalo ve Francii bouřlivé reakce a ministr kultury Jack Lang musel odpovídat na interpelace poslanců. Jejími dalšími působišti byly Sadler's Wells Theatre, Finský národní balet a La Scala. Pro svoji komplikovanou povahu a uměleckou náročnost získala od spolupracovníků přezdívku Mademoiselle Non.
Jejími tanečními partnery byli Rudolf Nurejev, Laurent Hilaire a Akram Khan, spolupracovala s předními choreografy jako Maurice Béjart nebo William Forsythe.
Získala Benoisovu cenu, Řád čestné legie, Národní řád za zásluhy, Řád britského impéria, Řád umění a literatury, Nižinského cenu a Praemium Imperiale.
Kariéru ukončila představením Ravelova Bolera v japonské televizi, které skončilo přesně o silvestrovské půlnoci roku 2015.
Je vegankou a podporuje organizaci PETA.